# 35e jaarlijkse conferentie van de G8

Kaart met de G8-landen groen gekleurd

De 35e conferentie van de G8, de jaarlijkse bijeenkomst van de G8, de groep van de zeven rijkste industrielanden plus Rusland, vond plaats van 8 t/m 10 juli 2009. Oorspronkelijk was gepland de bijeenkomst te laten doorgaan op het Italiaanse eiland La Maddalena Na de aardbeving van L'Aquila werd de top geherlocaliseerd naar L'Aquila. Hiermee konden een gedeelte van de investeringen voor de infrastructuur van het topoverleg, ook dienen voor de heropbouw van de zwaar getroffen regio.

## Aanwezigen

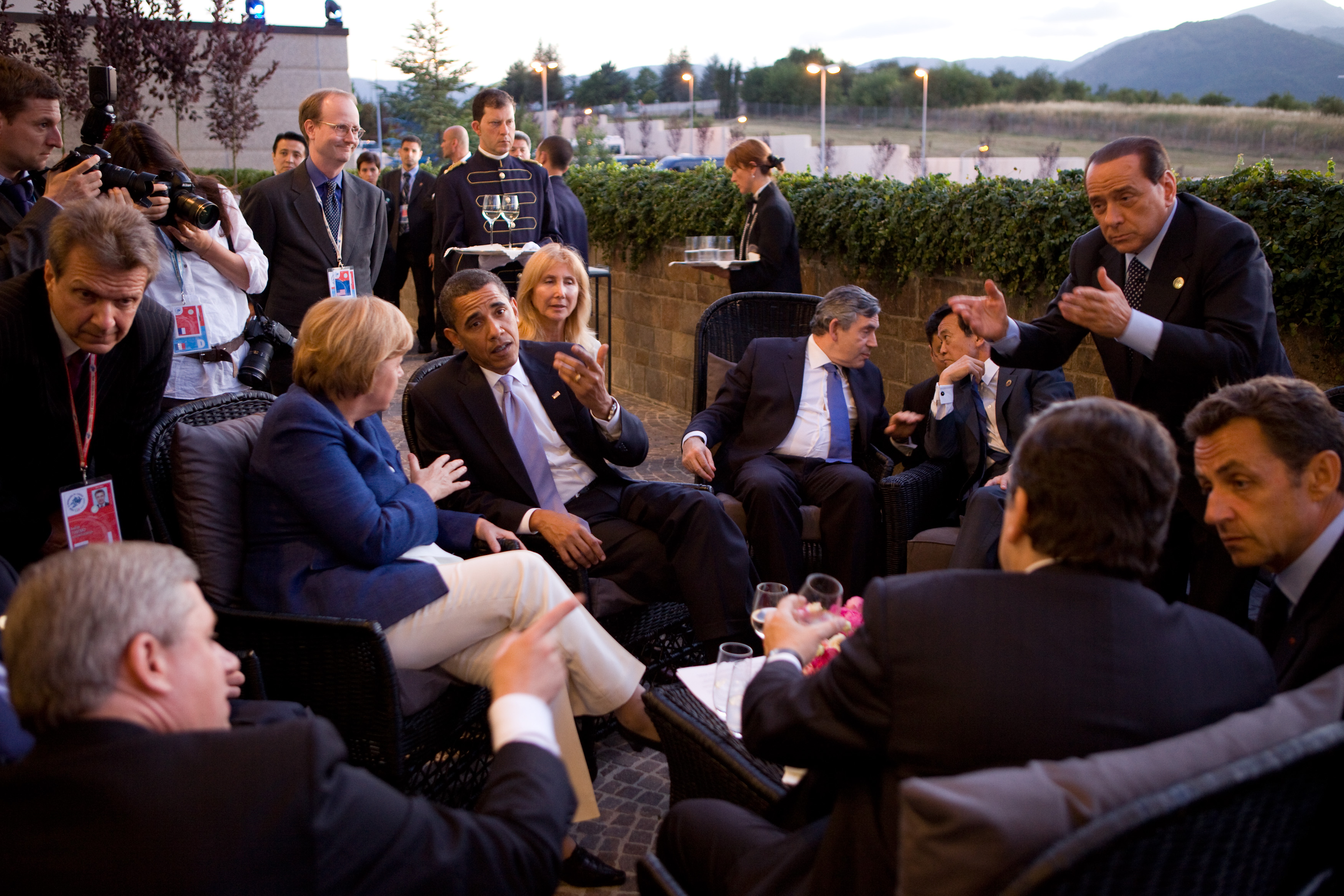
G8-leiders in Italië

### Permanente leden van de G8-landen
- Canada: Minister-president Stephen Harper
- Duitsland: Bondskanselier Angela Merkel
- Frankrijk: President Nicolas Sarkozy
- Italië: Eerste minister Silvio Berlusconi (voorzitter)
- Japan: Minister-president Yasuo Fukuda
- Rusland: President: Dmitri Medvedev.
- Verenigd Koninkrijk: Eerste minister Gordon Brown
- Verenigde Staten: President Barack Obama

### Andere genodigden

#### Staatsleiders van deG8+5-landen
- Brazilië: President Luiz Inacio Lula da Silva
- India: Minister-president Manmohan Singh
- Mexico: President Felipe Calderón
- China: President Hu Jintao
- Zuid-Afrika: President Jacob Zuma

#### Uitgenodigd door het gastland
- Algerije, President Abdelaziz Bouteflika
- Angola, President José Eduardo dos Santos
- Australië, Eerste Minister Kevin Rudd
- Denemarken, Eerste Minister Lars Løkke Rasmussen
- Egypte, President Hosni Moebarak
- Indonesië, President Susilo Bambang Yudhoyono
- Libië, leider Moammar al-Qadhafi
- Nederland: Minister-president Jan Peter Balkenende
- Nigeria, President Umaru Yar'Adua
- Senegal, President Abdoulaye Wade
- Spanje: Eerste Minister José Luís Rodríguez Zapatero
- Turkije: Eerste Minister Recep Tayyip Erdoğan
- Zuid-Korea, President Lee Myung-bak

#### Leiders van internationale organisaties
- Afrikaanse Unie: Moammar al-Qadhafi
- Gemenebest van Onafhankelijke Staten: Sergei Lebedev
- Europese Unie
  - Voorzitter van de Europese Commissie: José Manuel Barroso
  - Voorzitter van de Europese Raad: Fredrik Reinfeldt
- Internationaal Atoom Energie Agentschap: directeur-generaal Mohammed el-Baradei
- Internationaal Energie Agentschap: uitvoerend directeur Nobuo Tanaka
- Verenigde Naties: secretaris-generaal Ban Ki-moon
- UNESCO: directeur-generaal Koïchiro Matsuura
- Wereldbank: president Robert Zoellick
- Wereldgezondheidsorganisatie: directeur-generaal Margaret Chan
- Wereldhandelsorganisatie: directeur-generaal Pascal Lamy

## Agenda
Voor, tijdens en na de vorige G8-top al enkele belangrijke kwesties op de agenda geplaatst. Het betreft de problematiek van de klimaatsveranderingen en de armoede in Afrika. Deze twee onderwerpen stonden ook reeds op de top in Hokkaidō in 2008 op de agenda. Daarnaast was er bijzondere aandacht voor
- de economische crisis¨
- de herlancering van de internationale handel
- voedselveiligheid
- toegang tot watervoorraden
- gezondheidszorg
- oplossing van regionale crisissen.

De eerste dag was een G8 sessie, de tweede dag waren er G8+5 sessies, met aanvulling van andere geïnviteerde staatshoofden of regeringsleiders en internationale organisaties. De derde dag kwam de G8 samen met andere staatshoofden en vertegenwoordigers van internationale organisaties.